# Everything You've Come to Expect
Albums de The Last Shadow Puppets
The Age of the Understatement
(2008)
Singles
1. Bad Habits
Sortie : 10 janvier 2016
2. Everything You've Come to Expect
Sortie : 10 mars 2016
3. Aviation
Sortie : 16 mars 2016
4. Miracle Aligner
Sortie : 28 mars 2016

Everything You've Come to Expect est le deuxième album du groupe de rock indépendant britannique The Last Shadow Puppets. Il est sorti le 1er avril 2016.

## Liste des titres
Toutes les paroles sont écrites par Alex Turner et Miles Kane, sauf indication contraire, toute la musique est composée par The Last Shadow Puppets.
| 1.    | Aviation                         |                          | 3:43 |
| 2.    | Miracle Aligner                  | Turner, Alexandra Savior | 4:05 |
| 3.    | Dracula Teeth                    |                          | 2:51 |
| 4.    | Everything You've Come to Expect |                          | 3:13 |
| 5.    | The Element of Surprise          |                          | 2:52 |
| 6.    | Bad Habits                       |                          | 3:00 |
| 7.    | Sweet Dreams, TN                 | Turner                   | 3:56 |
| 8.    | Used to Be My Girl               |                          | 2:55 |
| 9.    | She Does the Woods               |                          | 3:30 |
| 10.   | Pattern                          |                          | 4:15 |
| 11.   | The Dream Synopsis               | Turner                   | 3:03 |
| 37:23 |                                  |                          |      |

| 12. | The Bourne Identity | 3:05 |

| 1. | Bad Habits (Side A)          | 3:00 |
| 2. | The Bourne Identity (Side B) | 3:05 |

## Classement
| Classement (2016)             | Meilleure position |
| ----------------------------- | ------------------ |
| Australie (ARIA)              | 9                  |
| Autriche (Ö3 Austria Top 40)  | 14                 |
| Belgique (Flandre Ultratop)   | 1                  |
| Belgique (Wallonie Ultratop)  | 6                  |
| Danemark (Tracklisten)        | 2                  |
| France (SNEP)                 | 6                  |
| Allemagne (Media Control AG)  | 18                 |
| Irlande (IRMA)                | 3                  |
| Italie (FIMI)                 | 21                 |
| Nouvelle-Zélande (RIANZ)      | 26                 |
| Norvège (VG-lista)            | 36                 |
| Portugal (AFP)                | 11                 |
| Suède (Sverigetopplistan)     | 58                 |
| Suisse (Schweizer Hitparade)  | 13                 |
| Royaume-Uni (UK Albums Chart) | 1                  |
| États-Unis (Billboard 200)    | 83                 |